# Van Hool AG700
De Van Hool AG700 is een type gelede bus van de Belgische fabrikant Van Hool. De bussen hebben drie deuren, maar konden ook in vier deuren geleverd worden. De bus was in navolging van de A280 en de AM500, de opvolger van AG280 en was de voorloper van de AG500 en AG300, die ten opzichte van de AG700 een lagere vloer hebben.

## Inzet
De AG700 werd vooral in België ingezet. Ook werden er enkele exemplaren geëxporteerd naar onder andere Zwitserland en Canada (STRSM). In België waren De Lijn, TEC de grootste afnemers. Daarnaast kochten enkele exploitanten nog enkele exemplaren.
| Land      | Bedrijf               | Type  | Serie                                                | Aantal | Jaar               | Inzet                 | Opmerking                                                 |
| --------- | --------------------- | ----- | ---------------------------------------------------- | ------ | ------------------ | --------------------- | --------------------------------------------------------- |
| België    | De Lijn               | AG700 | 2897 - 2919                                          | 23     | 1993               | Verschillende regio's | 2905 - 2909 - 2911 - 2917 nog steeds in dienst in Limburg |
| België    | De Lijn               | AG700 | 2920                                                 | 1      | 1992               | Verschillende regio's | demomodel buiten dienst                                   |
| België    | De Lijn               | AG700 | 2973 - 2985                                          | 13     | 1994               | Verschillende regio's | buiten dienst                                             |
| België    | Robbrecht Autobussen  | AG700 | 262437                                               | 1      | 1993               |                       | verkocht aan Waaslandia Autobussen                        |
| België    | TCM Cars              | AG700 | 759411                                               | 1      | 1994               |                       | verkocht aan TEC                                          |
| België    | TCM Cars              | AG700 | 759408                                               | 1      | 1993               |                       |                                                           |
| België    | TEC                   | AG700 | 5741 - 5747                                          | 7      | 1993 - 1994        | Luik - Verviers       |                                                           |
| België    | TEC                   | AG700 | 5748                                                 | 1      | 1994               | Luik - Verviers       | ex-TCM Cars 759411                                        |
| België    | Waaslandia Autobussen | AG700 | 221844                                               | 1      | 1993               |                       | ex-Robbrecht Autobussen 262437                            |
| Frankrijk | Keolis Dijon          | AG700 | 714 - 766                                            | 53     | 1992 - 1997        | Dijon                 |                                                           |
| Frankrijk | STRAN                 | AG700 | 510 - 513 --> 510-511 ex Strassbourg, 512 ex Demo VH | 4      | 1992, 1993 en 1996 | Saint Nazaire         |                                                           |
| Frankrijk | TRACE                 | AG700 | 510-514                                              | 5      | 1992               | Colmar                |                                                           |
| Frankrijk | Transdev Pays d'Or    | AG700 | 701 - 713                                            | 13     | 1992 - 1997        | Dijon                 |                                                           |